# 哈尔·范里安
哈尔·罗纳德·范里安（Hal Ronald Varian，1947年3月18日—）是一位研究微观经济学和信息经济学的著名学者。他目前正在从加州大学伯克利分校信息学院休假，且为谷歌首席经济学家。他撰写了两部畅销的教科书：《微观经济学：现代观点》（Intermediate Microeconomics）和《微观经济分析》（Microeconomic Analysis）。

## 生平
他2002年加入谷歌作为顾问，并在广告拍卖、计量经济学、金融、企业战略和公共政策方面从事设计工作。 
他于1969年从麻省理工学院取得经济学理学学士学位，1973年从加州大学伯克利分校获得文学硕士（数学）和经济学博士学位。他曾任教于麻省理工学院、斯坦福大学、牛津大学、密歇根大学和世界各地的其他大学。他有两个荣誉博士学位，分别是2002年从芬兰奥卢大学和2006年从德国卡尔斯鲁厄技术研究所（Dr. h. c.）取得。
哈尔·瓦里安是1994届信息学院、哈斯商学院、加州大学伯克利分校经济学系教授。从1995－2002年，他担任过加州大学伯克利分校信息学院创院院长。